# Rio Cachoeiro
O rio Cachoeiro é um curso de água que banha o estado da Paraíba, Brasil.